# Brad Paisley
Brad Paisley (Glen Dale, Nyugat-Virginia, 1972. október 28. –) háromszoros Grammy-díjas amerikai énekes-dalszerző és zenész. Stílusa vegyíti a hagyományos country zenét és a dél rockot, a dalok gyakran humorral tarkítottak.
Paisley 2008-ban elnyerte a Country Music Association (CMA) és az Acedemy of Country Music (ACM) év férfi country énekese díját.
Első lemezét 1999-ben adta ki Who needs pictures címen, később még hét stúdióalbuma és egy karácsonyi összeállítása jelent meg, az albumai mind aranylemezek lettek (500000 példány felett az Egyesült Államokban).
Ezen kívül 25 kislemeze felkerült az amerikai Billboard Hot Country Songs listára, amelyből 16 az első helyre került.
2010. november 10-én megnyerte az Entertainer of the year (Az év előadója) díjat.

## Pályafutása
Az énekes szeretete a country zene iránt anyai nagyapjától, Warren Jarris-tól ered, aki egy gitárt ajándékozott neki, és ő tanította meg játszani rajta.
10 évesen énekelt először a nyilvánosság előtt egy templomban, és 12 évesen írta meg első saját dalát „Born on christmas day” címen. Egy helyi gitárostól Clarence „Hank” Goddard-tól vett további zenei leckéket, majd 13 éves korában Paisley és Goddard létrehoztak egy zenekart „Brad Paisley and the C-Notes” néven.
Tom Miller a Nyugat-Virginia Wheeling nevű rádió állomásának igazgatója meghallotta a „Born on christmas day” című számát és meghívta, hogy énekeljen a rádiójában.
Paisley 1991-ben diplomázott a John Marshall Hight School-ban, majd két évig a West Liberty College-ba járt, amit befejezve teljesen fizetett ösztöndíjjal a Belmont Egyetemen (Belmont University) folytatta tanulmányait(1993-tól 1995-ig). Az egyetemen találkozott Kelley Lovelace-val és Chris DuBoois-al, akikkel később dalait együtt írta.
Miután elvégezte a Belmont-ot, egy héten belül leszerződött az EMI Music Publishing zenei kiadóval és David Kersh-el közösen további két zenét írt „Top 5” és „Another you” címmel, majd 1999-ben kiadta első kislemezét is Watching may baby not come back címmel.

## Lemezei
1999-2001: Who Needs Pictures: 
1999. február 22-én jelent meg a "Who needs pictures" című lemeze. Majd ugyanezen év júliusában első lett a sláger listán a „He didn't have to be” című dala. A lemez 2001 februárjában platinalemez lett (több mint 1 000 000 eladott lemez az Egyesült Államokban).
2000-ben nagy lökést adott karrierjének, hogy a nem kifejezetten a country zene orientáltságú közönség előtt, amikor zenekarával bemutatta a „Route 66” című dal ritka akusztikus változatát, mely a TLC tv-csatorna producerét, Todd Baker-t is megérintette.
Később, szintén 2000-ben megnyerte a Country Music Association (CMA) Horizon díját és az Acedemy of Country Music (ACM) Legjobb újonc férfi énekesének járó trófeáját. Ekkor jelölték első Grammy-díjára.
2001. február 17-én, 28 évesen bekerült a Grand Ole Opry zenei klubba, ahová olyan híres amerikai énekesek tartoztak, mint Hank Williams, Patsy Cline, Ray Acuff. Ő lett a Grand Ole Opry legfiatalabb tagja.
2001-2003: Part II:
2002-ben megnyerte a CMA Az év zenei videója címet az „I'm Gonna Mis Her” című dalával.
Másik három kis lemeze a Part II albumból az „I wish you'd stay”, a „Wrapped around” és a „Two people fell in love” bekerült a toplisták legjobb 10 száma közé, és több, mint 70 hétig tartotta a pozícióját. 2002 augusztusában pedig platinalemez lett (több, mint 1 000 000 eladott lemez az Egyesült Államokban).
2003-2005: Mud on the Tires:
Harmadik albuma a Mud on the tires, 2003-ban jelent meg. Az album slágere a „Celebrity” című szám lett.
2005-2007: Time Well Wasted:
2005-ben, miután Reba McEntire-el és Terri Clarkkal turnézott (Two hats and a redhead tour), kiadta új lemezét Time well wasted címmel. Az album 15 dalt tartalmaz, többek között tartalmazza az „Alcohol” című dalt és két duettet, a „When I get where I'm going”-ot Dolly Partonnal és az „Out in the parking lot”-ot Alan Jacksonnal.
2006. november 6-án az album elnyerte a CMA Legjobb album díját és az ACM Év albuma díját.
Paisley hozzájárult, hogy két dala szerepeljen a Verdák című Disney-mesefilmben.
2006-ban 4 alkalommal jelölték Grammy-díjra: Legjobb country album (Time well wasted), Legjobb country dal („Alcohol”), Legjobb hangszeres country zene („Time wrap”) és Legjobb férfi country énekes.
2007-2008: 5th Gear:
Paisley ötödik stúdióalbuma, az "5th Gear", 2007. június 19 – én jelent meg az USA – ban. Az első 4 kislemeze az albumról a "Ticks", "On line", "Letter to me" és az "I'm still a guy" címet viselték. Később egy másik kislemeze a "Throttleneck" is megjelent, ami után végül is megkapta az első Grammy díját.
Az ötödik lemeze "5th gear", valóban sok változást hozott, új videóklip készült a "Waitin' on a woman" című számhoz és dalaiban megjelent a hegedű is.
Paisley 2007. április 26-tól 2008. február 24-ig turnézott (Bonfires § Amplifiers tour). A turné keretében 94 városban járt és több, mint 1 000 000 rajongó előtt adott koncertet. A turné olyan sikeres lett, hogy Paisley meghosszabbította az idejét.
2008-2009: Play:
Hatodik albuma, a Play 2008. november 4-én jelent meg. Az albumból egyetlen kislemez készült Play címmel, ezután Paisley népszerűsége is nőtt. Az album a toplista 13. helyéről a 9.-re ugrott.
Az album elkészülésekor együttműködött James Burtonnal, Little Jimmy Dickens-szel, Vince Gill-lel, John Jorgensonnal, BB Kinggel, Albert Leevel, Brent Masonnal, Buck Owens-szel, Redd Volkaerttel és Steve Warinerrel.
2009-2010: American Saturday night:

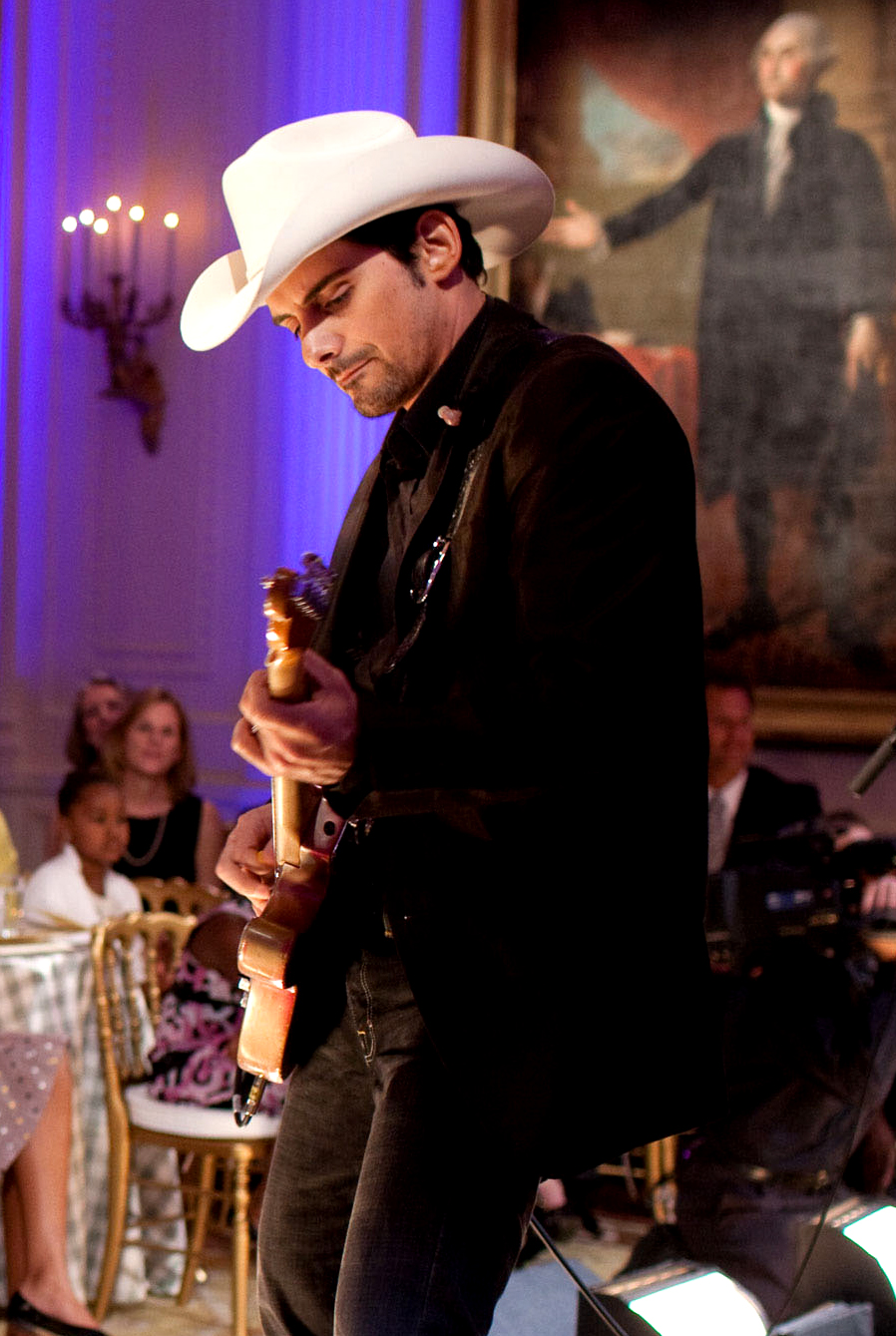
A Fehér Házban

2009. január 26-án Brad Paisley bejelentette, hogy újabb turnéra készül, melynek neve American Saturday Night lesz. 
Azonos című albuma 2009. június 30-án jelent meg. Az album fő dala a „Then”.
2009. május 6-án egy kis koncertet adott a Fan Club-jába tartozó rajongóinak, a Grand Ole Opry koncertteremben. 2009. július 21-én a Fehér Házban is fellépett.
2009. november 11-én újabb két CMA díjat nyert: Az év legjobb férfi énekese és Az év legjobb zenei eseménye („Start a band” – duett Keith Urbannal).
2010. március 5-én az American Saturday Night turné utolsó koncertje során, az „Alcohol” című szám éneklése közben elesett és a közeli kórházba való szállítása során kiderült, hogy eltört egy bordája, majd egy éjszakára bent tartották emiatt a kórházban.
2010. július 31-én, egy szabadtéri rendezvényen fellépett Carrie Underwooddal. Becslések szerint 60 000 ember vett részt a koncerten, ahol Brad és Carrie szakadó esőben énekeltek duettet.
2010. augusztus 4-én a honlapján bejelentette, hogy ki fog adni egy albumot Hits Alive címmel, ami két lemezt fog tartalmazni. A 2010 novemberében kiadott album első lemeze a slágerei stúdió változatát, míg a másik az eddig kiadatlan koncertfelvételeit tartalmazza.
Brad Paisley 2010. november 10-én megkapta a CMA Entertainer of the Year díját. A díjkiosztón beszédében köszönetet mondott nagyapjának, aki inspirálta őt, hogy gitározzon.
2011-2012: This is Country Music:
2010 decemberében mutatta be a "This is Country Music" című dalát, majd 2011. május 23-án megjelent a 8. stúdióalbuma a "This is Country Music".
Az album második kislemeze az Old Alabama (az Alabama együttessel közösen) 2011. március 14-én jelent meg, és 2011. május 23-án pedig követte a harmadik kislemeze a "Remind Me", melyen Carrie Underwooddal énekelt duettet.
2011. május 22-én honlapján bejelentette, hogy újabb két dala jelenik meg a Verdák második részében. Az egyikben együtt énekel Robbie Williams brit pop-énekessel.
2012 nyarán újabb turnéra indult (Virtual Reality), melyen számos szabadtéri koncertet adott. Szabadtéri koncertjeinek célja, hogy a közönség teljes mértékben élvezni tudja a zenéit, és az egyes dalokban fellelhető környezeti elemeket.
2012-napjainkig: Wheelhouse:
2012. szeptember 20-án Paisley kiadott egy újabb kislemezt "Southern Comfort Zone" címen.
A "Southern Comfort Zone" kislemeze Paisley 2013. április 9-én kiadott "Wheelhouse" című albumának.

## Stúdióalbumai
- Who Needs Pictures (1999)
- Part II (2001)
- Mud on the Tires (2003)
- Time Well Wasted (2005)
- Brad Paisley Christmas (2006)
- 5th Gear (2007)
- Play (2008)
- American Saturday Night (2009)
- This Is Country Music (2011)
- Wheelhouse (2013)
- Moonshine in the Trunk (2014)
- Love and War (2017)

## Együttese
Együttesének felállása az American Saturday Night turné óta:
- Brad Paisley – énekes, gitár (lead guitar)
- Gray Hooker – gitár (rhythm guitar)
- Randle Currie – gitár (steel guitar)
- Kendal Mary – billentyűs hangszerek, bendzsó, mandolin
- Justin Williamson – mandolin, hegedű
- Kenny Lewis – basszusgitár
- Ben Sesar – dob

## Turnéi
- Brooks & Dunn's Neon Circus & Wild West Show 2003
- Mud & Suds Tour 2004 (w/ Sara Evans, Andy Griggs)
- Two Hats & A Redhead Tour 2005 (w/ Reba McEntire, Terri Clark)
- Time Well Wasted Tour 2006 (w/ Sara Evans, Sugarland, Carrie Underwood, Jake Owen, Josh Turner, Billy Currington)
- Bonfires & Amplifiers Tour 2007–2008 (w/ Taylor Swift, Jack Ingram, Kellie Pickler, Rodney Atkins, Chuck Wicks)
- The Paisley Party Tour 2008 (w/ Chuck Wicks, Julianne Hough, Jewel)
- The Paisley Party Tour 2009 (w/ Dierks Bentley, Darius Rucker, Crystal Shawanda)
- American Saturday Night Tour 2009 (w/ Dierks Bentley, Jimmy Wayne)
- American Saturday Night Tour 2010 (w/ Miranda Lambert, Justin Moore)
- The H2O Tour 2010 (w/ Darius Rucker, Justin Moore)
  - Water World Stage: Easton Corbin, Steel Magnolia, Josh Thompson
- The H2O Frozen Over Tour 2011 (w/ Darius Rucker, Jerrod Niemann)
- H2O II: Wetter and Wilder World Tour (w/ Darius Rucker, Blake Shelton, Jerrod Niemann)
  - Water World Stage: Sunny Sweeney, The JaneDear Girls, Brent Anderson, Edens Edge
- Virtual Reality Tour 2012 (w/ The Band Perry, Scotty McCreery, )
  - Vurtual Opry Stage: Love and Theft, Jana Kramer, Kristen Kelly

## Magánélete
2003. március 15-én Malibuban, a Stauffer-kápolnában házasodott össze Kimberly Williams-szel. A pár Tennesseebe költözött, két fiuk született: William Huckleberry (2007. február 22.) és Jaspesr Warren (2009. április 17.). Utóbbit Paisley nagyapjáról nevezték el.

## Díjak
- Academy of Country Music

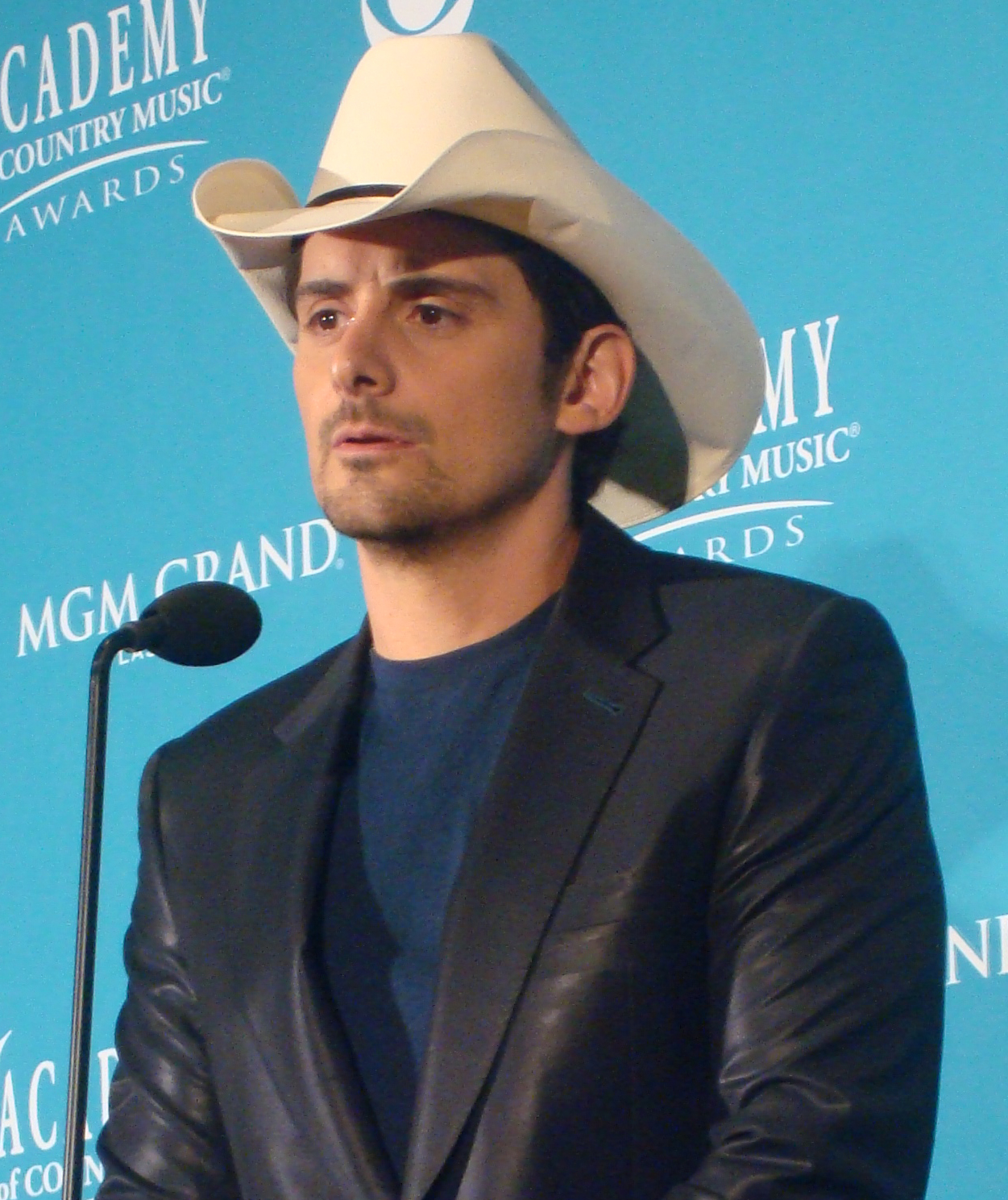
2010 április

  - 1999 – Top New Male Vocalist of the Year
  - 2004 – Vocal Event of the Year ("Whiskey Lullaby")
  - 2004 – Video of the Year ("Whiskey Lullaby")
  - 2005 – Album of the Year ("Time Well Wasted")
  - 2005 – Vocal Event of the Year ("When I Get Where I'm Going")
  - 2005 – Video of the Year ("When I Get Where I'm Going")
  - 2007 – Top Male Vocalist of the Year
  - 2008 – Top Male Vocalist of the Year
  - 2008 – Video of the Year ("Online")
  - 2009 – Video of the Year ("Waitin' on a Woman")
  - 2009 – Vocal Event of the Year ("Start a Band")
  - 2009 – Top Male Vocalist of the Year
  - 2010 – Top Male Vocalist of the Year
  - 2011 – Top Male Vocalist of the Year
- Country Music Association Awards
  - 2000 – Horizon Award
  - 2001 – Vocal Event of the Year ("Too Country")
  - 2002 – Music Video of the Year ("I'm Gonna Miss Her")
  - 2004 – Musical Event of the Year ("Whiskey Lullaby")
  - 2004 – Music Video of the Year ("Whiskey Lullaby")
  - 2006 – Album of the Year (Time Well Wasted)
  - 2006 – Musical Event of the Year ("When I Get Where I'm Going")
  - 2007 – Music Video of the Year ("Online" – Videóklip főszereplője és rendezője: Jason Alexander)
  - 2007 – Male Vocalist of the Year
  - 2008 – Music Video of the Year ("Waitin' on a Woman")
  - 2008 – Male Vocalist of the Year
  - 2009 – Male Vocalist of the Year
  - 2009 – Musical Event of the Year ("Start A Band" with Keith Urban)
  - 2010 – Entertainer of the Year
- Grammy Awards
  - 2008 – Best Country Instrumental Performance ("Throttleneck")
  - 2009 – Best Country Instrumental Performance ("Cluster Pluck")
  - 2009 – Best Male Country Vocal Performance ("Letter to Me")
- Country Weekly Presents the TNN Music Awards
  - 2000 – The Discovery Award
  - 2000 – Song of the Year ("He Didn't Have to Be")
  - 2000 – CMT Music Video of the Year ("He Didn't Have to Be")
- Flameworthy Awards/CMT Music Awards
  - 2002 – Concept Video of the Year ("I'm Gonna Miss Her")
  - 2005 – Collaborative Video of the Year ("Whiskey Lullaby")
  - 2006 – Most Inspiring Video of the Year ("When I Get Where I'm Going")
  - 2008 – Comedy Video of the Year ("Online")
  - 2009 – CMT Performance of the Year ("Country Boy")
  - 2009 – Collaborative Video of the Year ("Start a Band")
  - 2009 – Male Video of the Year ("Waitin' On a Woman")
  - 2012 – Collaborative Video of the Year ("Remind Me")
- American Music Awards
  - 2008 – Favorite Country Male Artist
  - 2010 – Favorite Country Male Artist
- American Country Awards
  - 2010 – Artist of the Year – Male
  - 2011 – Artist of the Year – Male
- Orville H. Gibson Guitar Award
  - 2002 – Best Country Guitarist (Male)
- Nashville Songwriters Association International Award
  - 2002 – Songwriter/Artist of the Year
  - 2005 – Songwriter/Artist of the Year
- ASCAP Country Music Award
  - 2004 – Songwriter/Artist of the Year